# Hylettus magnus
Hylettus magnus är en skalbaggsart som beskrevs av Monné 1988. Hylettus magnus ingår i släktet Hylettus och familjen långhorningar. Inga underarter finns listade i Catalogue of Life.